# Antofalla
L'Antofalla è uno stratovulcano del nord-ovest dell'Argentina, nella catena montuosa delle Ande. Si trova al limite nord-est della Puna de Atacama.